# Rebozo

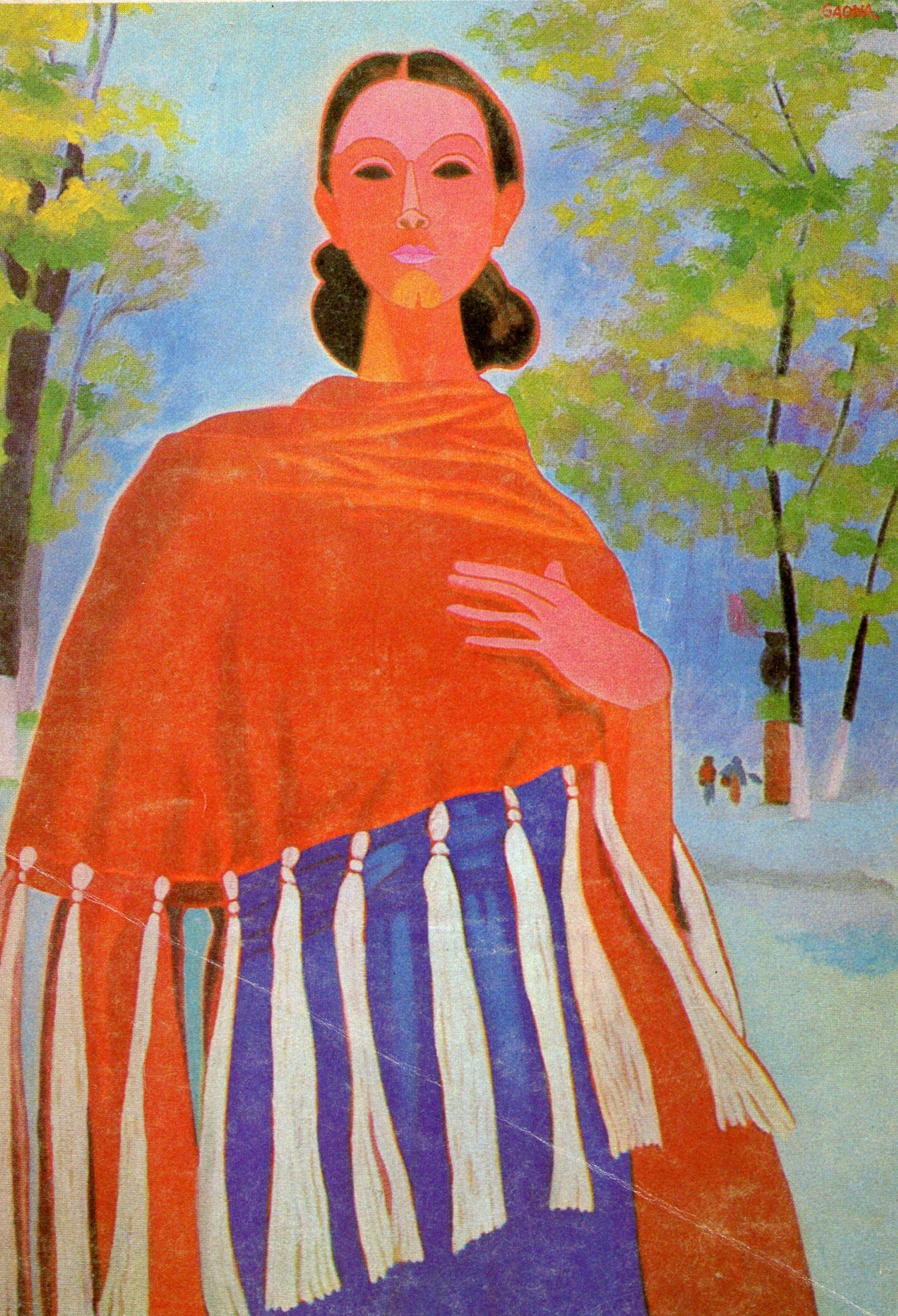
Rebozót viselő nő José Julio Gaona festményén

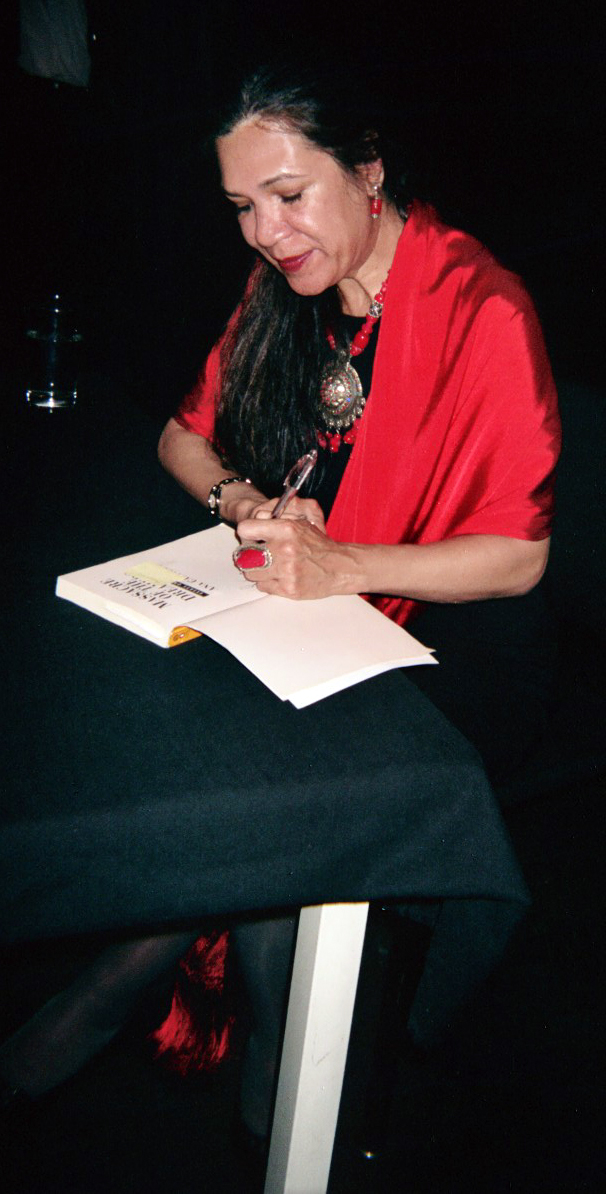
Ana Castillo írónő rebozóval

A rebozo ősi eredetű mexikói női ruhadarab. Téglalap alakú, általában a vállra terítve, akár többször maguk köré tekerve hordják, néha az arcot is részben eltakarva, de használják gyermek vagy teher hordozására, sőt, halotti lepelként is, a modern időkben pedig már számos más módon is viselik. Leggyakrabban két szélét csomózott rojtok díszitik, ezeket rapacejónak nevezik, és ha a rojtok nem végig csomózottak, akkor a szabad szálakként lobogó részét flecónak nevezik.

## Története
Diego Durán domonkos szerzetes 1572-ben készült művében arról ír, ez a ruhadarab azért született meg, mert a mesztic nőknek el kellett eltakarniuk arcukat, amikor beléptek egy templomba. A takácsok először pamutból, később selyemből és gyapjúból készítették a rebozót, mely hamar népszerűvé vált: a 16. század végére már más népcsoportok köreiben is elterjedt, a 18. században pedig már teljesen általános viseletté vált: a legszegényebbektől a leggazdagabbakig mindenki hordta. Ebben az időszakban leginkább a csíkos mintájú, rövid bojtokkal díszített változatot kedvelték, de a gazdagabb, barokkos ízlésű hölgyek akár arany- vagy ezüstszálakat is szövettek bele, sőt, voltak, akik tájképeket hímeztettek rá.
Egy 1555-ös szótár szerint az indiánok eleinte ciua nequeatlapacholoninak nevezték, az otomik mini-mahuének, a Morelosi Huayapan lakói körében pedig cenzotl volt a neve, ami valószínűleg az ezerszínű köpeny jelentésű centzontilmantli navatl nyelvű szóból származik.
Az eleinte alapanyagként használt oaxacai selymet a 17. században kiszorította a kínai és a granadai áru. 1751-ben azonban a tiltás ellenére Junípero Serra ferences szerzetes Querétaróban is meghonosította a selyemgyártást, melyet nemcsak a környéken, hanem valószínűleg még San Luis Potosíban is használni kezdtek, később ott is megkezdték a selyemhernyó-tenyésztést. Bár a 19. század végétől az olcsó új találmány, a műselyem elkezdte kiszorítani a valódi selymet, a hagyományos (de éppen ezért drága) rebozók többségében ma is selyemből készülnek.

## Készítése
A rebozót Mexikó számos vidékén készítették és készítik. Az egyik legfontosabb település, ahol készül, a San Luis Potosí államban található Santa María del Río, melyet a rebozo „bölcsőjeként” is emlegetnek és ahol külön iskolát hoztak létre, ahol a rebozo készítését tanítják. Jó minőségű darabokat állítanak elő még Guanajuato államban (Moroleón városában), México államban (Tenancingóban és Tejupilcóban), a Guerrero-beli Chilapában, Pueblában és Michoacánban is, sőt, az utóbbiban akkora hagyománya van ennek a kézművességnek, hogy La Piedad de Cabadas város labdarúgócsapatát is úgy nevezik: Reboceros de La Piedad, azaz La Piedad-i Rebozokészítők. Emellett még két neves michoacáni rebozokészítő települést érdemes megemlíteni: Zamorát és Tangancícuarót.
Santa María del Ríóban a rebozókat főként nők készítik háromféle méretben: hossza lehet 3,6, 2,8 vagy 2,2 m. Első lépésben a feltekercselt fonalat felteszik a szövőgép orsóira, majd megcsinálják a szövést, melynek során a rebozo már megkapja végleges méretét. Ezután következik a festés egy különleges technikával, a jaspeadóval, ami azt jelenti, hogy a szálakra csomókat kötnek, azokat atolével megkeményítik, így a festék ott nem színezi meg a szálakat. Főként a barna szín árnyalatait használják, legkedveltebb a sötét (úgynevezett quemado, azaz égetett) változat, melynek során olyan festékanyagot használnak, aminek aromája évekig megmarad a rebozóban. De emellett előállítanak fekete, kék, piros, zöld és lila darabokat is, mindegyikben azokkal a fehér mintákkal, melyek ott keletkeznek, ahol a jaspeado során nem színezi meg a szövetet a festék. Ezen minták alapján különböztetik meg a különböző stílusú rebozókat: létezik például calabrote (vastag hajókötél), rosita (kis rózsa), rosarito (kis rózsafüzér) és culebrilla calado (kis lyukas kígyó) nevű stílus.